# Nine Standards Rigg
Nine Standards Rigg är ett berg i Storbritannien.   Det ligger i grevskapet Cumbria och riksdelen England, i den centrala delen av landet, 400 km norr om huvudstaden London. Toppen på Nine Standards Rigg är 662 meter över havet, eller 159 meter över den omgivande terrängen. Bredden vid basen är 5,4 km.
Terrängen runt Nine Standards Rigg är huvudsakligen kuperad, men åt nordost är den platt.Runt Nine Standards Rigg är det ganska glesbefolkat, med 36 invånare per kvadratkilometer. Närmaste större samhälle är Kirkby Stephen, 5,8 km väster om Nine Standards Rigg. Omgivningarna runt Nine Standards Rigg är en mosaik av jordbruksmark och naturlig växtlighet.